# 爱德华·韦茨科
爱德华·韦茨科（1944年10月29日—），南斯拉夫男子乒乓球运动员。他曾联同Zlatko Cordas、安通·斯蒂潘契奇、德拉古廷·舒尔贝克和Istvan Korpa获得1969年世界乒乓球锦标赛男子团体季军。